# عادل ارسلان

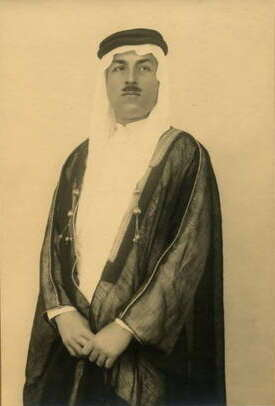
عادل ارسلان

عادل ارسلان (۱۸۸۷ – ۱۹۵۴)، سیاستمدار، شاعر، انقلابی سوری با اصالت لبنانی است.

## در امپراتوری عثمانی
- در مجلس نمایندگان عثمانی، در مدت بین سال‌ها ۱۹۰۸ و ۱۹۱۲، نماینده جبل لبنان و حومه انتخاب شد که وی کم‌سن‌ترین عضو این مجلس بود.
- به منصب دبیر درجه یک برابر با وزیر کشور و منصب مدیر مهاجران، در ولایت سوریه گماشته شد.
- در سال ۱۹۱۵ در ولایت جبل لبنان، فرماندار شهرستان شوف گماشته شد.
- با رهبران انقلاب بزرگ عربی در ارتباط بود.
- با جنبش‌های پنهانی که خواستار استقلال سرزمین‌های عربی و برپایی دولت یگانهٔ عربی بودند هم‌فکری می‌کرد.

## پادشاهی عربی سوریه
- وی در دمشق، شاهد برپایی پادشاهی عربی فیصلی بود.
- در زمان پادشاهی عربی سوریه، دبیر ویژه امیر فیصل یکم بود و پس از آن همیار اداری نخست‌وزیر در همان پادشاهی گماشته شد که منصبش تا سقوط پادشاهی به دست فرانسویان در تاریخ ۱۹۲۰ ادامه داشت.
- پیش از هجوم ارتش فرانسه به فرماندهی هانری گورو به سوریه در تاریخ ۱۹۲۰ از این کشور خارج شد.
- با وجود فرانسویان در سوریه مخالف بود؛ و ضد استعمار تبلیغ می‌کرد با قیام کنندگان استقلال‌طلب سوری بر ضد استعمار فرانسه همکاری داشت که منجر به تحت تعقیب قرار گرفتنش از طرف فرانسه شد، به همین دلیل مجبور به مسافرت به اروپا شد و در سویس برای مدتی کوتاه اقامت کرد.
- فرانسوی‌ها برایش حکومت اعدام غیابی صادر کردند. اقامت در سویس زیاد به طول نینجامید و به مصر رفت و در قاهره اقامت کرد.

## در اردن
- پس از اینکه در قاهره، مدتی کوتاه اقامت کرد، به امیر عبدالله اول در اردن مؤسس فرااردن، پیوست.
- با امیر اردن روابط دوستانه‌ای برقرار ساخت و رئاست دویوان عالی اردن را به گرده گرفت و در سال ۱۹۲۳م از این منصب استعفاء داد.

## در حجاز و قاهره
عادل ارسلان پس از استعفاء، اردن را به مقصد مکه ترک کرد و در آنجا مهمان شریف مکه شریف حسین شد پس از مدتی اقامت در آنجا به قاهره رفت و تا آغاز جرقه‌های انقلاب بزرگ سوریه در سال ۱۹۲۴م در آنجا باقی ماند، سپس برای شرکت در انقلاب مذکور به سوریه بازگشت.

## بازگشت به سوریه در خلال انقلاب سوری‌ها ضد استعمار فرانسه
با شروع انقلاب بزرگ سوریه، ارسلان به انقلابیون سوری پیوست و با فرماندهی سلطان الاطرش، ضد فرانسوی‌ها به مبارزه پرداخت، پس از اینکه این انقلاب در سال ۱۹۲۶، شکت خورد، مجبور شد که سوریه را ترک کند که ده سال غیبتش از سوریه به طول انجامید تا در سال ۱۹۳۷م وزیر چانه‌زن سوریه در ترکیه گماشته شد.

## حضورش در سوریه پس از استقلال این کشور
پس از اینکه سوریه در سال ۱۹۴۶، به استقلال دست یافت، به دمشق بازگشت و در چندین کابینهٔ نخست‌وزیران سوریه شرکت کرد و مناصبی نظیر وزیر معارف، وزیر دفاع، وزیر خاجه (سال ۱۹۴۹) و رئاست گروه اعزامی سوریه به سوی سازمان ملل متحد در سال ۱۹۴۹ بر گرده گرفت.
نمایندهٔ جولان در سال ۱۹۴۸م در مجلس نمایندگان سوریه انتخاب شد، سپس به سمت نمایندهٔ نخست‌وزیر در زمان رئاست حسنی الزعیم گماشته شد و پس از استعفاء دادن از این منصب، سفیر سوریه در ترکیه شد و پس از این منصب از سیاست کناره‌گیری کرد.

## در بیروت
بعد از اینکه از سیاست کناره‌گیری کرد، به بیروت رفت و تا زمان مرگش در آنجا باقی ماند.

## فعالیت‌های ادبی
وی به ادبیات و شعرسرایی علاقه داشت، همچنین در سال‌های پسین درگذشتش خاطراتش در سه جد چاپ شد.

## درگذشت
وی در سال ۱۹۵۴ درگذشت و در محل تولدش دفن شد.